# 1st Time
1st Time è un singolo del rapper Yung Joc, il terzo estratto dall'album di debutto New Joc City. Vede la collaborazione delle star R&B Trey Songz e Marques Houston.

## Informazioni
La canzone è uscita il 1º novembre 2006. Non ha avuto nolto successo come le precedenti It's Goin' Down e I Know U See It, sebbene sia stata trasmessa molto per radio. Il video include i cameo di 8 Ball & MJG e Jody Breeze.
Yung Joc canta di quando ha avuto un'esperienza sessuale appunto per la prima volta. Nel video cerca di corteggiare una ragazza in una bar, con Trey e Marques che recitano la loro parte accanto a lui.
Nel febbraio del 2007 il singolo ha debuttato nella Billboard Hot 100 alla n.93, ma il 2 marzo è ritornato alla n.97. Tempo dopo è risalito, non arrivando comunque oltre la 82ª posizione.